# Muğlaspor
Muğlaspor is een sportclub opgericht in 1967 te Muğla, Turkije. De clubkleuren zijn groen en wit. De thuisbasis van de voetbalafdeling is het Muğla Atatürkstadion. Muğlaspor is naast een voetbalvereniging ook een basketbal-, volleybal-, atletiek-, handbal-, bridge-, tafeltennis- en boksvereniging.
Muğlaspor heeft nooit in de Süper Lig gevoetbald, en de club heeft daarnaast geen grote resultaten weten te boeken in de Turkse Beker.

## Bekende (ex-)spelers
- Rıdvan Dilmen